# Église de Megiddo
Pour les articles homonymes, voir Megiddo (homonymie).
À ne pas confondre avec la Megiddo Church, une Église restaurationniste aux États-Unis.
L'église de Megiddo est un site archéologique abritant les fondations d'une église antique datant probablement du IIIe siècle, près de Megiddo dans le Nord d'Israël. Il s'agit d'une des églises les plus anciennes jamais mises au jour par des archéologues.

## Situation
Les ruines de l'église sont mises au jour près de la prison de Megiddo, quelques centaines de mètres au sud du tell et près du carrefour de Megiddo (en) dans le Nord d'Israël. Les environs faisaient partie de la ville romaine de Legio, auparavant connue sous son nom hébreu Kefar ‘Otnay.

## Découverte et description
En 2005, l'archéologue israélien Yotam Tepper (en) de l'université de Tel Aviv met au jour les restes d'une église datée du IIIe siècle, une époque où les chrétiens étaient persécutés par l'Empire romain. La découverte inclut une mosaïque de 54 m2, très bien conservée, qui comprend des inscriptions, des figures géométriques et des représentations de poissons, un symbole utilisé par les premiers chrétiens.
Les inscriptions, rédigées en grec ancien, sont au nombre de trois :
- L'une mentionne l'officier romain Gaianus, qui aurait fait don de « son propre argent » pour faire réaliser la mosaïque. On peut la traduire ainsi : « Gaïanos,  nommé aussi  Porphyris,  centurion,  notre  frère  [aimé]  et  dignitaire,  a  fait  faire cette mosaïque à ses propres frais. Broutis l’a réalisée »[6].
- Une deuxième se lit : « Commémorez  Primilla,  Kyriakê,  Dorothéa,  et  encore  Khrêstê  ». Il est possible que ces quatre  femmes  aient  été  des martyrs de cette communauté[6].
- Face à la précédente, une inscription se lit : « Akeptous, la  pieuse, offrit la table au Dieu Jésus-Christ, en mémorial »[6],[7]. La table désigne un autel où la sainte cène était sans doute célébrée, ce à quoi le terme de mémorial fait allusion. Cette table était probablement au centre de la pièce, à proximité de l'inscription, ce qui correspond à la disposition connue dans les vestiges des églises d’Afrique du Nord, et la cène était ainsi sans doute célébrée au milieu des fidèles, et non dans une partie du sanctuaire qui aurait été réservée au clergé. Le nom d'Akeptous, sans doute dérivé du latin Acceptus, peut faire référence à une esclave[6].

## Controverse à propos de la datation
Si la datation initiale du pavement de l’église de Megiddo est correcte, cette découverte confirme les données connues par les sources littéraires, notamment L'"Histoire ecclésiastique" d'Eusèbe de Césarée. En effet, la persécution des chrétiens est sporadique dans l'Empire romain au IIIe siècle, le christianisme a même été assez largement toléré à partir de l'an 260. L'édifice pourrait donc dater du dernier quart du IIIe siècle ou du premier quart du IVe siècle,. En revanche, l'anthropologue Joe Zias (en), un ancien conservateur de l'Autorité des antiquités d'Israël, estime que : « Mon intuition est que nous avons là un bâtiment romain qui a pu être converti plus tard en église. »